# Пашамандъра
„Пашамандъра“ (на турски: Paşamandıra) е квартал в район „Бейкоз“ в Истанбул, Турция. Намира се в анадолската част на града.
Името на квартала произтича от мандрата, които съседните села основават тук в миналото.